# Heinrich Bernhardi
Heinrich Reinhard August Engelhard Bernhardi (* 27. September 1848 in Kassel; † 11. Juli 1927 in Leipzig) war ein deutscher Reichsgerichtsrat.

## Leben

Grabstätte Heinrich Bernhardi auf dem Leipziger Südfriedhof

Der Sohn des Kasseler Bibliothekars und Politikers Karl Bernhardi wurde 1868 vereidigt. 1874 ernannte man ihn zum Kreisrichter. 1877 wurde er Amtsrichter. Staatsanwalt wurde er 1883 und 1894 I. Staatsanwalt. 1899 wurde aus Göttingen versetzt und als Landgerichtspräsident nach Marburg berufen. 
1903 kam er an das Reichsgericht nach Leipzig. Er war im I. Strafsenat tätig. Neujahr 1914 trat er in den Ruhestand.

## Familie
Heinrich Bernhardi war seit 1873 mit der Engländerin Edith Woosnam (* 21. März 1851; † 4. Februar 1928 in Leipzig) verheiratet. Der Ehe entstammten fünf Kinder.

## Werke
- Die Nutzungen des eingebrachten Gutes der Frau und des Kindesvermögens, Deutsche Juristen-Zeitung, Jahrgang 4 (1899), S. 56.
- Anleitung des Referendars beim Eintritt in die preußische Gerichtspraxis, Berlin 1887.
- Die Gesetze des Deutschen Reichs in kurzgefaßten Kommentaren. IV: Gesetz, betr. die Anfechtung von Rechtshandlungen eines Schuldners außerhalb des Konkursverfahrens, vom 21. Juli 1879 in der Fassung der Bekanntmachung vom 20. Mai 1898, Berlin 1903.
- Handwörterbuch zum Bürgerlichen Gesetzbuch, 2 Auflagen Berlin 1898, 1900.